# الغرزة (حجة)
الغرزة هي إحدى قرى الجمهورية اليمنية، وهي تتبع إداريا مديرية حرض في محافظة حجة. يبلغ تعداد سكانها 1058 نسمة حسب الإحصاء الذي أجري عام 2004.